# Хавиер Агире
Хавие́р Аги́ре Онайнди́я (на испански: Javier Aguirre Onaindía) е бивш мексикански футболист и настоящ треньор по футбол.
Като национален състезател участва в Световното първенство по футбол през 1986 г. на което достига до 1/4 финален мач срещу тима на ФРГ. В тази среща Агире получава червен картон. 
Поема националния отбор на Мексико през 2001 г. и го води на турнира Копа Америка през същата година, където достига до финал срещу състава на домакините от Колумбия, загубен с 1:0.
Преминава през квалификациите и участва с отбора на Световното първенство по футбол през 2002 г., където завършва на първо място в група с отборите на Италия, Хърватия и Еквадор. Губи 1/8 финалната среща от състава на САЩ с 0:2 и е уволнен от поста си. 
През 2002 г. поема испанския Осасуна и го води до лятото на 2006 г. когато го класира на четвърто място в Примера дивисион, даващо право на квалификации в турнира Шампионска лига.
През следващия сезон поема Атлетико Мадрид и участва в груповата фаза от турнира на Купата на УЕФА. Губи 1/16 финала от английския Болтън след 0:0 и 0:1 в реванша. На следващата година завършва на 4-то място в Примера дивисион и участва в турнира на Шампионската лига, където завършва на второ място в група с отборите на Ливърпул, Олимпик Марсилия и ПСВ Айндховен. Губи осминафинала от състава на Порто след две равенства 0:0 и 2:2 и е уволнен от поста си.
На 3 април 2009 г. Агире официално е назначен за нов старши треньор на националния отбор на Мексико, заменяйки на поста Свен-Йоран Ериксон.
На 9 юли 2009 г., Агире получава червен картон след инцидент по време на мач срещу Панама, когато изритва на тъчлинията панамски футболист, поради което срещата е прекъсната за 10 минути.  След този инцидент Мексиканската футболна федерация го глобява със сумата от 25 000 долара. 
На 30 юни 2010 г. подава оставка като треньор на Мексико, след неуспех да достигне до четвъртфиналите на Мондиал 2010 в Южна Африка. „Ацтеките“ завършват на второ място в група А където са още отборите на Уругвай, домакините от Южна Африка и Франция, но отпадат от Аржентина с 3:1.
През 2010 г. изкарва неуспешен период като треньор на Реал Сарагоса. В края на ноември 2012 г. поема закъсалия Еспаньол. 